# 레논 시스터스

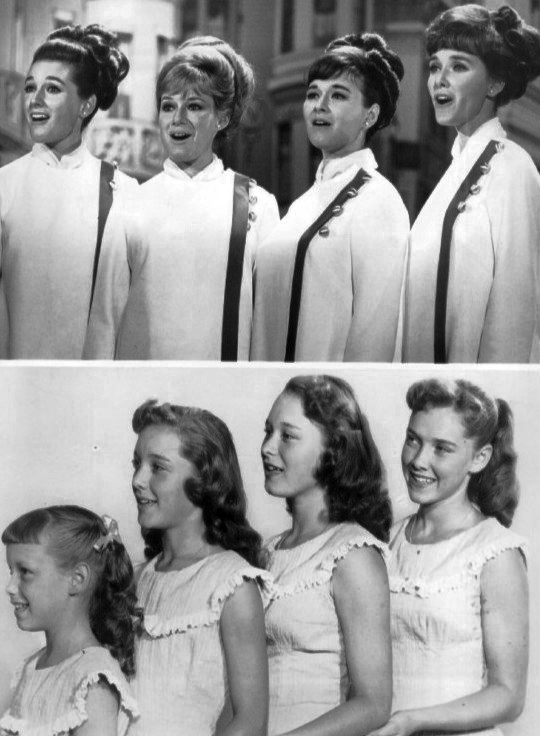

레논 시스터스(The Lennon Sisters)는 밝고 사랑스러운 분위기로 널리 애호받은 미국의 자매 그룹이다. 1955년에 텔레비전 어린이 프로그램인 《미키 마우스 클럽》의 출연을 위해 결성되었다. 다이안, 페기, 캐슬린, 자네트의 네 레논 자매는 캘리포니아주 베니스에서 태어났다. 1956년 이후 《로렌스 웰크 쇼》의 정규 출연자가 되었으며, 레코드 계에도 진출하였다. 1960년 이후에는 다이안이 결혼하여 트리오로 활약하였다.